# Hemicyclops minutus
Hemicyclops minutus is een eenoogkreeftjessoort uit de familie van de Clausidiidae. De wetenschappelijke naam van de soort is voor het eerst geldig gepubliceerd in 2005 door Mulyadi.